# Zeger van Kortrijk
Zeger van Kortrijk, in het Latijn Sigerus de Cortraco (Gullegem, ca. 1280 – Parijs, 30 mei 1341) was een middeleeuws taalfilosoof en grammaticus. Hij behoorde tot de modisten en was verbonden aan de Universiteit van Parijs.

## Leven
Zeger kwam naar alle waarschijnlijk uit Gullegem bij Kortrijk. Vanaf ongeveer 1300 studeerde hij in Parijs, waar hij rond 1309 magister artium werd. Terwijl hij logica en grammatica begon te doceren, deed hij verdere studies theologie. Hij was lid van het Sorbonnecollege en werd er in 1315 procurator van. Vanaf ca. 1305-1308 tot ca. 1327-1330 was hij deken van het Kortrijkse Onze-Lieve-Vrouwekapittel. Bij zijn dood liet hij boeken van Thomas van Aquino na, die nog steeds bewaard zijn in de Nationale Bibliotheek van Frankrijk.
In zijn hoofdwerk Summa modorum significandi onderzocht Zeger aan de hand van logica en speculatieve grammatica hoe taal drager kan zijn van betekenissen. Voor de logica leunde hij sterk op Thomas van Aquino, terwijl zijn grammatica verwant is met Thomas van Erfurt (d) en Martinus van Dacië (d).

## Eerbetoon
In Kortrijk is een plein bij de Onze-Lieve-Vrouwekerk naar hem vernoemd. Op een muur van de schepenzaal van het stadhuis van Kortrijk is in 1875 zijn beeltenis geschilderd. Het onderschrift uit Dantes Divina Commedia (Paradiso, X, 133-137) heeft waarschijnlijk betrekking op Zeger van Brabant, waarmee hij vroeger verward werd.

## Geschriften
- Ars obligatoria
- Ars priorum (vrije behandeling van de Analytica priora van Aristoteles)
- Copia super totam veterem logicam (d):
  - Isagoge (commentaar op Porfyrios)
  - Categoriae (commentaar op Over de categorieën van Aristoteles)
  - Commentarius in librum Perihermenias (commentaar op Peri hermeneias van Aristoteles)
  - Liber sex principiorum (fragment)
- Fallaciae (gedeeltelijk overgeleverde bewerking van De sophisticis elenchis van Aristoteles)
- Sophismata (oefeningen over sofismen)
- Summa modorum significandi (speculatieve grammatica over betekeniswijzen)

## Uitgaven
- Gaston Wallerand (red.), Les Œuvres de Siger de Courtrai. Étude critique et textes inédits, Leuven, 1913
- C. Verhaak, Zeger van Kortrijk, commentator van Perihermeneias. Inleidende studie en tekstuitgave, Koninklijke Vlaamse Akademie voor Wetenschappen, Letteren en Schone Kunsten, 1964, 211 p.
- Jan Pinborg (red.), Sigerus de Cortraco. Summa modorum significandi – Sophismata, Amsterdam, 1977. ISBN 9027209553